# Aluterus maculosus
Aluterus maculosus es una especie de peces de la familia Monacanthidae en el orden de los Tetraodontiformes.

## Hábitat
Es un pez de mar y de clima subtropical y demersal.

## Distribución geográfica
Se encuentra en Australia.